# Hexanamida
La hexanamida o caproamida es una amida derivada del ácido caproico. Su fórmula molecular es C6H13NO.